# Ньюарк (Іллінойс)
Ньюарк (англ. Newark) — селище (англ. village) в США, в окрузі Кендалл штату Іллінойс. Населення — 973 особи (2020).

## Географія
Ньюарк розташований за координатами 41°32′12″ пн. ш. 88°34′50″ зх. д. / 41.53667° пн. ш. 88.58056° зх. д. (41.536594, -88.580562).  За даними Бюро перепису населення США в 2010 році селище мало площу 2,89 км², з яких 2,89 км² — суходіл та 0,00 км² — водойми.

## Демографія
Згідно з переписом 2010 року, у селищі мешкали 992 особи в 374 домогосподарствах у складі 277 родин. Густота населення становила 343 особи/км².  Було 394 помешкання (136/км²).
Расовий склад населення:
| - 97,1 % — білих - 0,5 % — чорних або афроамериканців - 0,4 % — азіатів - 0,1 % — корінних американців - 1,1 % — осіб інших рас |

До двох чи більше рас належало 0,8 %. Частка іспаномовних становила 3,2 % від усіх жителів.
За віковим діапазоном населення розподілялося таким чином: 26,2 % — особи молодші 18 років, 62,4 % — особи у віці 18—64 років, 11,4 % — особи у віці 65 років та старші. Медіана віку мешканця становила 36,7 року. На 100 осіб жіночої статі у селищі припадало 101,6 чоловіків;  на 100 жінок у віці від 18 років та старших — 101,7 чоловіків також старших 18 років.
Середній дохід на одне домашнє господарство  становив 84 679 доларів США (медіана — 76 500), а середній дохід на одну сім'ю — 94 087 доларів (медіана — 83 036). Медіана доходів становила 60 875 доларів для чоловіків та 37 083 долари для жінок. За межею бідності перебувало 5,5 % осіб, у тому числі 3,4 % дітей у віці до 18 років та 12,5 % осіб у віці 65 років та старших.
Цивільне працевлаштоване населення становило 544 особи. Основні галузі зайнятості: освіта, охорона здоров'я та соціальна допомога — 19,7 %, роздрібна торгівля — 13,8 %, виробництво — 11,4 %, будівництво — 9,6 %.